# فوئنته دل مائستره
فوئنته دل مائستره (به اسپانیایی: Fuente del Maestre) یک شهرستان در اسپانیا است که در استان باداخس واقع شده‌است.

## خصوصیات
فوئنته دل مائستره ۱۸۰ کیلومترمربع مساحت و ۶٬۹۴۳ نفر جمعیت دارد و ۴۴۲ متر بالاتر از سطح دریا واقع شده‌است.